# Centralafrikanska republiken i olympiska sommarspelen 1984
Centralafrikanska republiken deltog med tre deltagare vid de olympiska sommarspelen 1984 i Los Angeles. Ingen av landets deltagare erövrade någon medalj.

## Friidrott
Herrarnas maraton
- Adolphe Ambowodo — 2:41:26 (→ 70:e plats)